# هندرسن (کنتاکی)
هندرسن (به انگلیسی: Henderson) شهری در ایالت کنتاکی کشور ایالات متحده آمریکا است که جمعیت آن در سرشماری سال ۲۰۱۰ میلادی، ۲۷٬۹۵۲ نفر بوده‌است.